# Daelim Roadwin 125 R FI
La Daelim Roadwin 125 R FI es una motocicleta de transición, con 125 cc de cilindrada y orientada a la conducción interurbana. Fue construida en 2007 por la Daelim Motor Co. Ltd.
Tiene un diseño con carenado deportivo y unos acabados a la altura de sus competidores. Su motor es un monocilíndrico con refrigeración líquida, inyección electrónica y 4 tiempos bastante avanzado tecnológicamente, que logra una potencia de 14,8 cv (11,04 kW) siendo uno de los modelos más competitivos de la gama. Su consumo es aproximadamente 3,2L/100km y corta inyección a las 12.000 revoluciones.
La Roadwin 125 R FI está disponible en cuatro colores: Negro, Blanco, Rojo y Azul.

## Datos técnicos
| Motor                         | %                             |
| Tipo                          | Monocilíndrico de 4 tiempos   |
| Cilindrada                    | 124,1cc                       |
| Número de válvulas            | 4                             |
| Relación de compresión        | 12,0:1                        |
| Diámetro x carrera (mm x mm)  | 56,5 x 49,5                   |
| Potencia (kW / cv@rpm)        | 11,04 / 14,8@10.500           |
| Par máximo(N x m/rpm)         | 11,8/8.250                    |
| Sistema de alimentación       | inyección electrónica         |
| Sistema de refrigeración      | líquida                       |
| Sistema de arranque           | eléctrico                     |
| Transmisión                   | %                             |
| Caja de cambios               | 5 velocidades                 |
| Embrague                      | multidisco en baño de aceite  |
| Relación total de cambio      | -                             |
| 1ª                            | 37,54                         |
| 2ª                            | 25,14                         |
| 3ª                            | 16,86                         |
| 4ª                            | 12,85                         |
| 5ª                            | 10,83                         |
| Chasis                        | %                             |
| Tipo                          | doble viga                    |
| Largo (mm)                    | 2025                          |
| Alto (mm)                     | 1180                          |
| Ancho (mm)                    | 778                           |
| Distancia entre ejes (mm)     | 1380                          |
| Altura del asiento (mm)       | 780                           |
| Distancia libre al suelo (mm) | 150                           |
| Peso (kg)                     | 150                           |
| Parte Ciclo                   | %                             |
| Neumáticos delanteros         | 110/70 – 17                   |
| Neumáticos traseros           | 140/60 – 17                   |
| Suspensión delantera          | horquilla convencional        |
| Suspensión trasera            | basculante / monoamortiguador |
| Frenos delanteros             | disco de 276 mm, doble pistón |
| Frenos traseros               | disco de 220 mm, doble pistón |
| Otros                         | %                             |
| Batería (V/Ah)                | 12 V/10 A                     |
| Capacidad del depósito        | 15 L                          |